# Klasztor Bernardynów w Husiatynie
Klasztor Bernardynów w Husiatynie (ukr. Костел святого Антонія та монастир бернардинців) – rzymskokatolicki kompleks klasztorny w Husiatynie, w obwodzie tarnopolskim na zachodniej Ukrainie.

## Historia
Fundatorem klasztoru był Walenty Aleksander Kalinowski, który przekazał fundusze na jego budowę w 1610. Prace przy wznoszeniu kompleksu klasztornego trwały jednak przez kolejne piętnaście lat i zostały ukończone dopiero po śmierci fundatora. Jeszcze w XVII w. zabudowania klasztorne były niszczone w czasie najazdów tureckich i tatarskich oraz powstań kozackich. W rezultacie w II poł. stulecia kościół i klasztor były całkowicie zrujnowane i nie nadawały się do zamieszkania, toteż bernardyni w 1660 wyjechali z Husiatyna. Po powrocie zakonników w 1690 Adam Mikołaj Sieniawski sfinansował odbudowę kompleksu klasztornego, która trwała do 1723.
Po rozbiorach Polski Husiatyn znalazł się na terenie zaboru austriackiego. W 1786 na mocy dekretu cesarza Józefa II klasztor został zlikwidowany. Kościół należący dotąd do bernardynów został przekształcony w świątynię parafialną, zaś klasztor - w plebanię i siedzibę urzędu miejskiego. W latach 1913–1933 proboszczem parafii był ks. Władysław Matus, działacz społeczny i polityczny, poseł na Sejm I kadencji. W 1938 bernardyni ponownie objęli we władanie klasztor w Husiatynie, jednak już po sześciu latach musieli opuścić miasto, razem ze wszystkimi polskimi mieszkańcami. W odebranej katolikom świątyni rozlokowano fabrykę, a następnie magazyn środków chemicznych. W 1975 przeprowadzono częściowy remont zdewastowanych obiektów. Dopiero jednak w 1990 możliwe było przywrócenie budynków do ich pierwotnego przeznaczenia, w tym też roku zniszczone zabudowania odzyskał zakon bernardynów.

## Obraz św. Antoniego Padewskiego
Od XVIII w. w ołtarzu bocznej nawy kościoła znajdował się obraz św. Antoniego z Padwy, zwanego "Husiatyńskim". Cieszył się on kultem, o czym świadczyły liczne wota i srebrna sukienka na wizerunku świętego. W 1945 r. obraz ten został wywieziony przez ojców bernardynów do klasztoru w Alwerni, a w 1983 r. do kościoła św. Judy Tadeusza w Obornikach Ślaskich, w których po II wojnie światowej zamieszkało wielu Polaków ekspatriowanych z Husiatyna. Obecnie w kościele w Husiatynie znajduje się kopia obrazu, ufundowana przez mieszkańców Obornik Śląskich. 

## Architektura
Klasztor w Husiatynie został wzniesiony w stylu barokowym. Główny kościół klasztorny, noszący wezwanie Narodzenia Najświętszej Maryi Panny, jest świątynią trójnawową. Pierwotnie trzy nawy przykrywały sklepienia krzyżowe, które wskutek zniszczeń po XX w. zawaliły się i w 1975 zostały zastąpione nowymi. Główne wejście do kościoła ma formę jońskiego portyku, drzwi zdobi ostrołukowe obramienie. Całe wyposażenie świątyni uległo zniszczeniu po 1945, jedynie pojedyncze elementy dekoracji zostały uratowane przez wywożonych parafian.